# Llissa llobarrera
La llissa llobarrera, llissa, llisa, llíssera, llíssera llobarrera, llissal, mújol o cabeçut (Mugil cephalus) és un peix teleosti de la família dels mugílids i de l'ordre dels perciformes.

## Morfologia
Pot arribar a fer 1 m de llargària total i 8 kg de pes. Cos llarg, ample (especialment a la part dorsal), amb el dors gris blavós i els costats argentats i amb línies longitudinals de color marró. Peduncle caudal alt i comprimit lateralment. Cap gros, ample (quasi rodó), amb la boca terminal i el musell curt. Llavi superior fi. Ulls coberts per una membrana adiposa molt desenvolupada. Dues aletes dorsals triangulars. Aleta caudal grossa i còncava. Presenta una taca negra a la base de les aletes pectorals.

## Distribució geogràfica
N'hi ha a les costes d'aigües temperades i càlides del Pacífic oriental (des de Califòrnia fins a Xile), al Pacífic occidental (del Japó fins a Austràlia), a l'oceà Índic occidental (de l'Índia fins a Sud-àfrica), a l'Atlàntic occidental (des de Nova Escòcia fins al Brasil) i a l'Atlàntic oriental (de la Mar Cantàbrica fins a Sud-àfrica, incloent-hi la mar Mediterrània i la mar Negra).

## Espècies relacionades
- Cap-pla
- Llissa vera